# Leonid Nikolàiev (pianista)
Leonid Vladímirovitx Nikolàiev (rus: Леони́д Влади́мирович Никола́ев, 13 d'agost de 1878 – 11 d'octubre de 1942) va ser un pianista, compositor i pedagog rus/soviètic.

## Biografia
Nikolàiev va néixer a Kíev el 1878. Va estudiar al Conservatori de Moscou amb Serguei Tanéiev i Mikhaïl Ippolítov-Ivànov. Durant molts anys Nikolàiev va ser professor de piano al Conservatori de Leningrad, i durant un període curt i sense èxit va ser director de la institució. Entre els seus estudiants al Conservatori hi havia Vladímir Sofronitski, Maria Iúdina, Dmitri Xostakóvitx, Vera Razumovskaya, Natan Perelman, Wiktor Labunski, Vera Vinogradova, Samary Savshinsky, Nadia Reisenberg, Alexander Zakin.
Es va fer molt amic de Xostakóvitx, que "l'admirava com a músic de primera classe i un home de gran saviesa i aprenentatge" i també va dir d'ell: "No va formar només pianistes, sinó, en primer lloc, músics pensants. No va crear una escola en el sentit específic d'una única direcció professional estreta. Va donar forma i nodrir una àmplia tendència estètica en l'esfera de l'art pianístic." La Sonata per a piano núm. 2 de Xostakóvitx de 1943 estava dedicada al seu antic professor.
Nikolàiev va ser evacuat a Taixkent juntament amb altres músics, després que Alemanya envaís Rússia el 1941, i hi va morir el 1942.
La seva producció compositiva inclou obres simfòniques, obres corals, quartets de corda i obres en solitari per a violí, violoncel i piano.